# Trîpillea, Obuhiv
Trîpillea (în ucraineană Трипілля) este o comună în raionul Obuhiv, regiunea Kiev, Ucraina, formată numai din satul de reședință. În secolul al XIX-lea, satul făcea parte din volostul Trîpillea, uezdul Kiev.

## Demografie
Componența lingvistică a comunei Trîpillea
     Ucraineană (95,87%)
     Rusă (4,1%)
Conform recensământului din 2001, majoritatea populației comunei Trîpillea era vorbitoare de ucraineană (95,87%), existând în minoritate și vorbitori de rusă (4,1%).